# شون جاسبر
شون جاسبر (بالإنجليزية: Shawn Jasper)‏ هو سياسي أمريكي، ولد في 23 يناير 1959 في ناشوا في الولايات المتحدة. حزبياً، نشط في الحزب الجمهوري.